# Герман Шренк
Герман Шренк (Hermann Schrenk; 19 червня 1918, Гайденрод — 19 січня 1985) — німецький офіцер-підводник, капітан-лейтенант крігсмаріне, фрегаттен-капітан бундесмаріне.

## Біографія
3 квітня 1937 року вступив на флот. З грудня 1939 року — вахтовий офіцер, потім — командир мінного тральщика M17. З липня 1941 року — мінний офіцер на допоміжному крейсері «Тор». З 1 грудня 1942 року — ад'ютант гарматного полку «Японія». З січня 1943 року — транспортний керівник на теплоході «Ріо-Гранде». З квітня 1943 року — ад'ютант військово-морського аташе в Токіо. З липня по 26 вересня 1943 року — вахтовий офіцер на танкері-заправнику «Браке»
З жовтня 1943 року служив в зондеркоманді «Шневінд» на підводному човні UIT-23. З 24 листопада 1943 року — 1-й вахтовий офіцер на U-178, на якому взяв участь в одному поході (27 листопада 1943 — 24 травня 1944), під час якого був потоплений 1 корабель водотоннажністю 7244 тонни. В липні-жовтні 1944 року пройшов курс торпедного офіцера-підводника, в жовтні-листопаді — курс позиціонування (радіовимірювання), з 2 листопада по грудень — курс командира човна. З січня 1945 року — вахтовий офіцер у 8-й флотилії. З 1 квітня 1945 року — командир U-3511. 3 травня 1945 року наказав затопити човен в рамках операції «Регенбоген». 8 травня 1945 року взятий в полон британськими військами.

## Звання
- Кандидат в офіцери (3 квітня 1937)
- Морський кадет (21 вересня 1937)
- Фенріх-цур-зее (1 травня 1938)
- Оберфенріх-цур-зее (1 липня 1939)
- Лейтенант-цур-зее (1 серпня 1939)
- Оберлейтенант-цур-зее (1 вересня 1941)
- Капітан-лейтенант (1 вересня 1944)

## Нагороди
- Залізний хрест
  - 2-го класу (квітень 1940)
  - 1-го класу (15 травня 1941)
- Нагрудний знак мінних тральщиків (15 жовтня 1940)
- Нагрудний знак допоміжних крейсерів (6 січня 1943)
- Нагрудний знак підводника (24 травня 1944)
- Фронтова планка підводника в бронзі (5 жовтня 1944)